# Paracles griseola
Paracles griseola är en fjärilsart som beskrevs av Rothschild 1922. Paracles griseola ingår i släktet Paracles och familjen björnspinnare. Inga underarter finns listade i Catalogue of Life.